# 南鹏岛
南鹏岛是位于中国广东省阳江市海陵岛经济开发试验区的一个海岛，占地面积约1.63平方公里，离陆地约12海里。南鹏岛由两座面积分别为0.4和1.23平方公里的小山组成，中间以沙滩相连，侧面看因象大鹏展翅，故名南鹏岛。

## 历史
在中国抗日战争期间，南鹏岛于1937年时发现有钨矿，日军获知后，于1938年5月30日占领了南鹏岛，并强征2至3万中国劳工上岛采矿，因日军残暴对待劳工和岛上生活、医疗条件简陋，大量劳工死亡。据不完全统计，日军侵占南鹏岛期间，导致了当地渔民和劳工约3500人死亡，被掠夺的矿石约7246吨。1954年，中华人民共和国政府在岛上建立国营南鹏矿，并建立了学校、电影院、商店、医务室、民居等建筑，高峰期间曾有1.2万人在岛上居住。1970年代，因岛上资源枯竭，岛上人员开始撤离，建筑逐步荒废。
1993年，荒废的南鹏岛由阳江市的海陵镇政府承包给商人李宗岑造林，双方签订《承包造林合同书》，承包期限为70年。李宗岑承包后，在岛上种植了大量的树木，并养殖了近千头黄牛和山羊。2012年，阳江市海陵岛经济开发试验区管委会将李宗岑起诉至法院，认为当初签订的《承包造林合同书》无效，法院在一审中判决李宗岑败诉。